# Cikujang (Serangpanjang)
Cikujang is een bestuurslaag in het regentschap Subang van de provincie West-Java, Indonesië. Cikujang telt 4047 inwoners (volkstelling 2010).